# Diaethria serofa
Diaethria serofa är en fjärilsart som beskrevs av Achille Guenée 1872. Diaethria serofa ingår i släktet Diaethria och familjen praktfjärilar. Inga underarter finns listade i Catalogue of Life.